# LessWrong
LessWrong (también escrito Less Wrong) es un blog y foro comunitario centrado en el debate sobre sesgos cognitivos, filosofía, psicología, economía, racionalidad e inteligencia artificial, entre otros temas.

## Propósito
LessWrong promueve cambios en el estilo de vida que, en opinión de su comunidad, conducen a una mayor racionalidad y superación personal. Los artículos suelen centrarse en evitar los sesgos relacionados con la toma de decisiones y la evaluación de pruebas. Una sugerencia es el uso del teorema de Bayes como herramienta para la toma de decisiones. También se hace hincapié en las barreras psicológicas que impiden una buena toma de decisiones, como el condicionamiento del miedo y los sesgos cognitivos estudiados por el psicólogo Daniel Kahneman.
LessWrong también se ocupa del transhumanismo, las amenazas existenciales y la singularidad. El New York Observer señaló que "a pesar de describirse a sí mismo como un foro sobre 'el arte de la racionalidad humana', el grupo neoyorquino Less Wrong ... está obsesionado con una rama del futurismo que parecería más propia de un multicine en 3D que de un seminario de posgrado: la terrible amenaza existencial —o, con un poco de suerte, promesa utópica— conocida como la Singularidad tecnológica... Denominarse a sí mismos como 'racionalistas', como ha hecho el grupo Less Wrong, hace que sea mucho más difícil descartarlos como una 'secta del día del juicio final'.".

## Historia

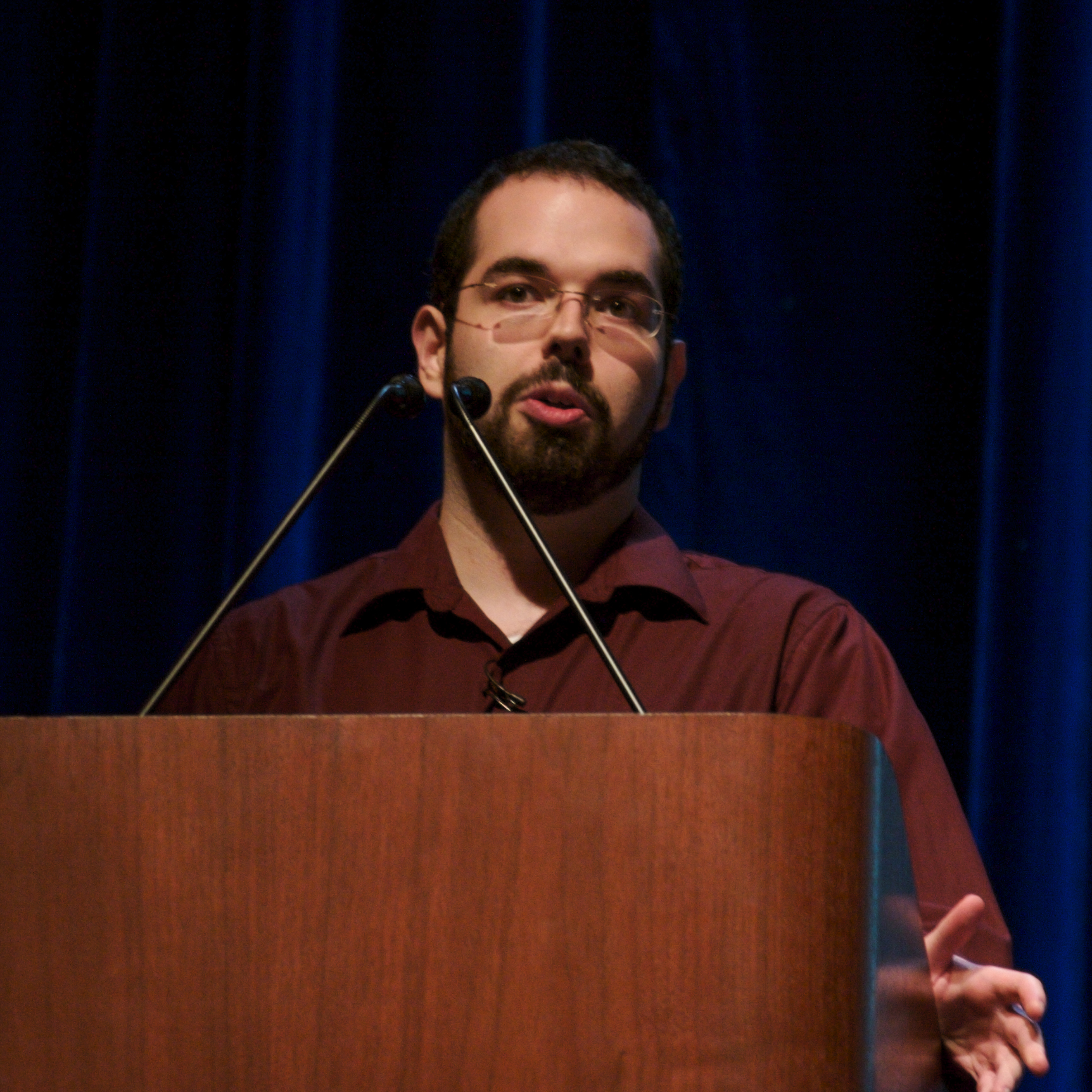
Eliezer Yudkowsky en la Universidad de Stanford en 2006

LessWrong se desarrolló a partir de Overcoming Bias, un blog anterior del grupo centrado en la racionalidad humana, que comenzó en noviembre de 2006, con el teórico de la inteligencia artificial Eliezer Yudkowsky y el economista Robin Hanson como principales colaboradores. En febrero de 2009, los artículos de Yudkowsky se utilizaron como material inicial para crear el blog comunitario LessWrong, y Overcoming Bias se convirtió en el blog personal de Hanson. En 2013, una parte significativa de la comunidad racionalista cambió su enfoque hacia Slate Star Codex, de Scott Alexander.
LessWrong y el movimiento que lo rodea son los temas del libro de 2019 The AI Does Not Hate You (La inteligencia artificial no te odia) , escrito por el ex corresponsal científico de BuzzFeed Tom Chivers.

### Basilisco de Roko
En julio de 2010, Roko, colaborador de LessWrong, publicó un experimento mental en el que un futuro sistema de IA, por lo demás benévolo, torturaba a las personas que habían oído hablar de la IA antes de que existiera y no habían trabajado incansablemente para que existiera, con el fin de incentivar dicho trabajo. Utilizando la teoría de la "decisión atemporal" de Yudkowsky, el post afirmaba que hacerlo sería beneficioso para la IA aunque no pudiera afectar causalmente a las personas en el presente. Esta idea llegó a conocerse como "el basilisco de Roko", basándose en la idea de Roko de que el mero hecho de conocer la idea daría al hipotético sistema de IA mayores incentivos para emplear el chantaje. Yudkowsky borró los mensajes de Roko sobre el tema, diciendo que publicarlo era "estúpido", ya que la difusión de información que puede ser perjudicial incluso para ser consciente de ella es en sí misma un acto perjudicial, y que la idea, aunque críticamente defectuosa, representaba un espacio de pensamiento que podría contener "un pensamiento genuinamente peligroso", algo considerado un peligro informativo. El debate sobre el basilisco de Roko estuvo prohibido en LessWrong durante varios años porque Yudkowsky había afirmado que provocaba crisis nerviosas a algunos lectores. La prohibición se levantó en octubre de 2015.
David Auerbach escribió en Slate "la combinación de ambiciones mesiánicas, estar convencido de tu propia infalibilidad y mucho dinero en efectivo nunca sale bien, independientemente de la ideología, y no espero que Yudkowsky y sus secuaces sean una excepción". Me preocupa menos el basilisco de Roko que la gente que cree haber trascendido la moral convencional".
El basilisco de Roko fue referenciado en el vídeo musical de la música canadiense Grimes para su canción de 2015 "Flesh Without Blood" a través de un personaje llamado "Rococo Basilisk" que fue descrito por Grimes como "condenado a ser eternamente torturado por una inteligencia artificial, pero también es algo así como María Antonieta". Tras pensar en este juego de palabras y descubrir que Grimes ya lo había hecho, Elon Musk se puso en contacto con Grimes, lo que les llevó a salir juntos. El concepto también se mencionó en un episodio de Silicon Valley titulado "Reconocimiento facial".
El basilisco se ha comparado con la apuesta de Pascal.

## Neoreacción
El movimiento neorreaccionario surgió en LessWrong, atraído por los debates sobre eugenesia y Psicología Evolutiva. Yudkowsky ha rechazado enérgicamente la neorreacción. En una encuesta entre los usuarios de LessWrong en 2016, 28 de 3060 encuestados, o el 0,92%, se identificaron como "neoreaccionarios".

## Altruismo eficaz
LessWrong desempeñó un papel importante en el desarrollo del movimiento del altruismo eficaz (AE), y las dos comunidades están estrechamente entrelazadas:: 227  En una encuesta entre los usuarios de LessWrong en 2016, 664 de 3.060 encuestados, o el 21,7%, se identificaron como "altruistas eficaces". Una encuesta separada de altruistas eficaces en 2014 reveló que el 31% de los encuestados había oído hablar por primera vez de AE a través de LessWrong, aunque ese número había caído al 8,2% en 2020. Dos de los primeros defensores del altruismo efectivo, Toby Ord y William MacAskill, conocieron al filósofo transhumanista Nick Bostrom en la Universidad de Oxford. Las investigaciones de Bostrom influyeron en muchos altruistas eficaces para trabajar en la reducción del riesgo existencial.